# Siméon Marotte de Muis
Siméon de Muis, dont le vrai nom serait Marotte, Simeo Muisis en latin, est un érudit, professeur d'hébreu, est né à Orléans en 1587, et mort chanoine et archidiacre de Soissons en 1644.

## Biographie
La chaire de langue hébraïque du Collège royal est restée vacante pendant quatre ans après la mort de Pierre Victor Palma Cayet. Siméon de Muis est pourvu de la chaire de langue hébraïque par lettres patentes de Louis XIII signée à Tours le 22 juillet 1614. Il a rempli pendant 30 ans les devoirs de la charge de professeur royal. Il n'a pas épargné la dépense pour faire venir, même de loin, des livres des rabbins.
À partir de 1621, il a entrepris d'expliquer les psaumes d'après le texte original, mais arrivé au psaume 73, il a dû interrompre ses leçons à cause de la dégradation de sa santé.
Il a eu une controverse avec Jean Morin, de la Congrégation de l'Oratoire, qui a défendu le Pentateuque samaritain et a rejeté le texte hébreu en plusieurs points dans un texte paru en 1631. Siméon de Muis lui a répondu la même année en publiant Assertio veritatis hebraicae adversus exercitationes ecclesiasticas in utrumque Samaritanorum Penteteuchum Joannis Morini. Le père Morin n'ayant pas été convaincu par les arguments de Siméon de Muis a publié Exercitationes Biblicæ de Hebræi Græcique textus sinceritate en 1633, amenant Siméon de Muis à revenir sur le sujet en publiant Assertio hebraicae veritatis altera, en 1634. Ce qui fâcha le père Morin amenant de Muis a lui répondre par un troisième ouvrage : Castigatio animadversionum M. Joannis Morini in censuram Exercitationum ad ad Pentateuchum Samaritanum, seu veritatis Hebraïcæ Assertio tertia, en 1639.
Il a été un des plus savants de son temps pour la langue hébraïque et dans la connaissance de l'écriture sainte.

## Publications
- Il a commence par traduire du commentaire de David Kimhi sur le prophète Malachie : Rabbi Davidis Kimhi Commentarius in Malachiam Hébraïcé & Latiné, Paris 1618 ;
- Commentaires de trois rabbins sur le Pseaume XIX, avec le texte hébreu, 1620 ;
- En 1622, il a revu la Grammaire hébraïque du cardinal Bellarmin et il a éclairci certains points par des notes : Roberti Bellarmini institutiones linguae hebraicae cum Simeonis Muisi͏̈ annotationibus ;
- Assertio veritatis hebraicae adversus exercitationes ecclesiasticas in utrumque Samaritanorum Penteteuchum Joannis Morini,Paris, 1631 ;
- Assertio hebraicae veritatis altera, Paris, 1634 ;
- Castigatio animadversionum M. Joannis Morini in censuram Exercitationum ad ad Pentateuchum Samaritanum, seu veritatis Hebraïcæ Assertio tertia, Paris, 1639 ;
- Simeonis de Muis Aurelianensis, archidiaconi Suessionensis, et sacrarum hebraearumque literarum apud Parisios, in regio Franciae collegio lectoris, ac professoris regii, Opera omnia, in duos tomos distributa. Quorum primus continet Commentarium literalem & historicum in omnes Psalmos Davidis, & selecta Veteris Testamenti Cantica. Alter vero, varia sacra, variis è rabbinis contexta complectitur. Quibus accedit Triplex assertio veritatis hebraicae. Claudius d'Auvergne Parisinus, sacrarum hebraearumque literarum apud Parisios lector ac professor regius, ad aeternam sui praeceptoris memoriam ; omnia tam impressa quàm nondum typis mandata, collegit atque in lucem edidit. Cum indicibus necessariis, publié en 1650 par Claude d'Auvergne (lire en ligne)